# Sociolingüística
La sociolingüística és una disciplina fascinant i multidimensional que analitza la complexa relació entre la societat i el llenguatge. Aquest camp d'estudi no només s'interessa per la manera en què les comunitats adquireixen, utilitzen i transmeten les llengües, sinó també per les influències que exercixen factors culturals, socials, ideològics i econòmics sobre el discurs lingüístic.
En el cor de la sociolingüística hi ha la investigació sobre els usos lingüístics, tant conscients com inconscients, que realitzen els individus en el seu dia a dia. Això inclou no només les formes i estructures que adopta el llenguatge, sinó també les dimensions simbòliques associades, com les connotacions, els valors i les actituds que es desprenen d’aquests usos. Per exemple, una paraula o una expressió pot tenir un significat diferent en funció del context social en què s’utilitzi, reflectint així les dinàmiques de poder, identitat i pertinença d’un grup.
A més, la sociolingüística no es limita a l'anàlisi del present, sinó que també s'interessa pels canvis estructurals que es poden observar al llarg del temps. A diferència de la lingüística històrica, que se centra més en la descripció dels canvis en la forma lingüística, la sociolingüística busca explicar el perquè d’aquests canvis. Quins factors socials i culturals han contribuït a modificar certes estructures lingüístiques? Com influeixen el contacte entre llengües, la migració i les variacions regionals en l'evolució del llenguatge? Aquestes són només algunes de les preguntes que suscita aquesta disciplina.

## Història
La sociolingüística neix, com a disciplina separada de la lingüística, a la dècada dels seixanta del segle passat, als Estats Units, però la preocupació per la llengua als Països Catalans és, lògicament, molt anterior. En la seva condició de societat plurilingüe, gairebé sempre en conflicte, té una llarga tradició de lluita per la pervivència de la llengua.
El plurilingüisme és una condició inherent a determinats individus i grups de totes les societats humanes. Ramon Llull és un clar exemple d'aquesta circumstància, perquè en els seus escrits va utilitzar l'àrab, el català, el llatí i l'occità com a fidel reflex de la situació sociolingüística del segle xiv en certs àmbits de la societat d'aquella època.
Al llarg dels segles, les reivindicacions lingüístiques de la llengua catalana van ser recurrents. Primer durant l'Edad Moderna (segles XVI, XVII i XVIII), i, més tard, al XIX i al XX, en primer lloc durant la Renaixença i després amb les preocupacions ortogràfiques o el procés de normativització i normalització lingüística duts a terme per Pompeu Fabra. Així, abans de la implantació de la recerca pròpiament sociolingüística, filòlegs, gramàtics i escriptors havien treballat per modificar l'estat de l'ús del català. Són remarcables els noms d'alguns d'aquests filòlegs, estudiosos i escriptors Joan Coromines, Manuel Sanchis Guarner, Modest Reixach i Pla, Francesc de Borja Moll, Jordi Carbonell, Joan Fuster, Manuel de Pedrolo, Joan Triadú, Josep Melià, Francesc Vallverdú i Pere Verdaguer.

## La sociolingüística als Països Catalans
El catedràtic Antoni Maria Badia i Margarit va ser l'introductor als Països Catalans de les idees de la recent apareguda disciplina acadèmica. També cal destacar els sociòlegs valencians Lluís Vicent Aracil, Rafael Ninyoles i també Domènec J. Bernardó i Gentil Puig a la Catalunya Nord. Des de la perspectiva de la sociolingüística educativa cal anomenar els pedagogs Alexandre Galí, Marta Mata, Miquel Siguan i Lluís López del Castillo.
La situació de plurilingüisme que es viu en el conjunt dels Països Catalans i l'objectiu de la integració lingüística dels immigrants ha ocupat i dinamitzat la nova disciplina científica.
Des del 1976 la sociolingüística forma part del programa d'estudis de la Universitat de Barcelona. El 1998 va ser creat a la mateixa universitat el Centre Universitari de Sociolingüística i Comunicació] que impulsa la recerca interdisciplinària i publica actualment la revista en línia Llengua, Societat i Comunicació.

## La sociologia del llenguatge
La sociologia del llenguatge és la branca de la sociolingüística que estudia les relacions entre llengua i societat des d'un prisma macrosocial.
Joshua Fishman, l'autor més destacat de la sociologia del llenguatge, de caràcter funcionalista, la defineix com la disciplina que examina la interacció entre l'ús lingüístic i l'organització social de la conducta. El seu enfocament es basa en els estudis comparatius de comunitats d'arreu del món, especialment de les societats multilingües, on es pot observar l'estratificació social de les varietats lingüístiques en contacte, les seves funcions socials i les seves normes d'ús. En aquest sentit és fonamental l'aportació del també nord-americà Charles A. Ferguson  qui va identificar la diglòssia com un tipus d'estratificació, en un mateix idioma, entre una llengua A (variació alta) i una llengua B (variació baixa) que s'utilitzen per a alguns parlants, en diferents situacions i que perduren en el temps. Fishman va adoptar el concepte i va relacionar-lo amb el bilingüisme, de manera que va establir com, a les societats bilingües, es produeix l'estratificació, descrita per Ferguson en una sola llengua, entre les llengües en contacte. Tots dos, però, van mantenir un plantejament consensualista o funcionalista, que no contempla el conflicte entre les diferents varietats, ni la possibilitat que, amb el temps, la varietat B pugui desaparèixer.
Enfront d'aquest model hi ha l'aportació de dos autors: Basil Bernstein i Michael Halliday que, amb un plantejament crític, van posar les bases de la sociolingüística del conflicte, és a dir, quan les llengües en contacte no tenen una convivència tan consensuada com propugnaven els estudiosos nord-americans. Els sociolingüistes europeus van apostar, de seguida, per aquests plantejaments molt més pròxims als conflictes nacionals tan freqüents en el continent europeu. En aquest sentit són cabdals les aportacions de dos sociòlegs valencians: Lluís Vicent Aracil i Boned i Rafael Ninyoles i Monllor que, a partir de l'anàlisi de la situació sociolingüística del País Valencià, van ser pioners en la descripció del Conflicte lingüístic en situacions abocades a la substitució d'una de les llengües en contacte.

## La sociolingüística de la variació
La sociolingüística variacionista és una branca de la sociolingüística que té com a objectiu afirmar, demostrar i explicar, de manera empírica, la variabilitat de les llengües i el perquè dels canvis. William Labov en va ser el fundador i és qui va dotar la disciplina d'un paradigma científic i quantitatiu. De fet, Labov va concebre la sociolingüística com un mètode per estudiar i descriure científicament la llengua, a partir de l'observació i l'anàlisi de com parla la gent en el seu context habitual i quotidià. Per fer les investigacions va utilitzar, sobretot, les entrevistes sociolingüístiques i les enquestes anònimes que, posteriorment, li van permetre identificar les diferències que es manifesten quan les persones parlen formalment o informalment i de quina manera incideixen els factor socials com per exemple: l'edat, el gènere, les varietats lingüístiques i el nivell d'estudis.

## La sociolingüística de la interacció
La sociolingüística de la interacció és la branca de la sociolingüística que estudia les relacions entre llengua i societat des d'un prisma microsocial i qualitatiu. Es tracta d'analitzar minuciosament la manera de parlar en esdeveniments comunicatius concrets i d'interpretar els petits detalls de la interacció social.
Aquest corrent s'anomena: Etnografia de la comunicació i els seus principals responsables van ser John Joseph Gumperz  i, sobretot, Dell Hymes. Aquests etnògrafs de la comunicació entenien la llengua com a pràctica cultural i social i van defensar que el seu estudi s'havia de fer en un esdeveniment comunicatiu concret. El seu propòsit era demostrar que l'ús lingüístic és regular i, per tant, susceptible de ser sistematitzat, la qual cosa permet valorar el paper de la parla amb relació a les altres formes comunicatives de cada grup humà. Especialment Gumperz es va interessar per les comunitats d'usos plurilingües, estudi que li va permetre descriure quines formes de parla es consideraven adequades per a les diferents funcions comunicatives. Les observacions de Gumperz sobre l'alternança lingüística el van portar a definir dos conceptes fonamentals per a la sociolingüística de la interacció: la inferència comunicativa (procés a través del qual es poden deduir les intencions dels interlocutors) i les pistes contextualitzadores (el canvi de codi, l'entonació, la gestualitat, la posició del cos o l'expressió de la cara), és a dir, tots els senyals que serveixen per a la comunicació. Els estudis d'Auer van afegir un altre element: la negociació conversacional que al·ludeix al procés que s'utilitza entre els parlants de diferents llengües en la decisió d'establir quina serà la llengua de comunicació entre ells. Auer manté que sempre hi ha una voluntat de convergir i que l'alternança lingüística és, en realitat, l'inici d'un procés de negociació que comença amb la divergència i acaba quan els parlants convergeixen.

## La sociolingüística crítica
La sociolingüística crítica, no és una branca de la disciplina, sinó, més aviat, un corrent de pensament que s'encarrega de recollir, analitzar i integrar en un mateix discurs les teories d'aquells investigadors que, des de la sociolingüística, l'anàlisi del discurs, l'antropologia, la sociologia o la psicologia, comparteixen una visió socialment crítica dels fenòmens lingüístics. Així mateix, la sociolingüística crítica es diferencia d'altres orientacions sociolingüístiques pel fet d'intentar establir de quina manera els usos lingüístics contribueixen a reproduir i transformar les relacions socials i, especialment, les relacions de desigualtat entre grups socials definits per criteris de repertori lingüístic, classe social, gènere, edat, religió, raça o etnicitat. D'aquesta manera, mentre que la sociolingüística tradicional ha intentat identificar els fenòmens lingüístics com a resultat dels processos socials, la sociolingüística crítica baralla la hipòtesi que les categories socials i els significats són una producció discursiva i, per tant, no estableix una relació causa-efecte entre societat i llenguatge, sinó que entén que la societat es constitueix sobre la base de les pràctiques lingüístiques (A.K. Halliday, 1978).
Cal tenir en compte que, a partir de la segona meitat del segle xx, el postestructuralisme va marcar un punt d'inflexió en les ciències socials, afectant pràcticament a totes les disciplines, des dels estudis literaris a l'arqueologia. En sociolingüística, la ruptura sorgeix quan el concepte de discurs passa a substituir el concepte de llenguatge. El discurs es refereix a qualsevol pràctica social caracteritzada per la seva naturalesa simbòlica, és a dir, pel fet de constituir-se com significant i, al mateix temps, significat, a diferència de la sociolingüística tradicional que ens remet a un sistema tancat de signes i de significats independents de la pràctica social (Foucault, 1969).
Així doncs, la sociolingüística tradicional treballa amb la noció de llenguatge com a sistema independent de signes i defineix la societat com una estructura interrelacionada on els individus actuen en funció de la reflexió racional basada en les normes i valors del sistema cultural. La sociolingüística crítica, en canvi, considera que les produccions discursives són el procés mateix de l'estructuració de la societat —no estableix, doncs, una diferència entre els aspectes lingüístics i els aspectes socials— i adopta la idea del llenguatge de la lluita social en la qual els individus actuen per legitimar les seves ideologies o bé per accedir als recursos (Bourdieu, 1982).
És per això que el camp d'estudi de la sociolingüística crítica s'interessa especialment per aquells temes que tenen a veure amb les desigualtats socials de qualsevol tipus —llengua i etnicitat, interseccionalitat i feminisme, ideologies lingüístiques i globalització, etc.— O bé amb les pugnes ideològiques entre els diferents grups d'una mateixa societat.

## Conceptes vinculats a la sociolingüística i articles relacionats
- Dialecte
- Dialectologia
- Diglòssia
- Plurilingüisme o bilingüisme
- Conflicte lingüístic
- Normativa lingüística
- Substitució lingüística
- Llengua minoritària
- Llengua minoritzada
- Normalització lingüística
- Estàndard lingüístic
- Secessionisme lingüístic
- Sociolingüística històrica
- Ús lingüístic
- Justícia lingüística

## Sociolingüistes
- Lluís Vicent Aracil i Boned
- Rafael Ninyoles i Monllor
- Antoni Maria Badia i Margarit
- Albert Bastardas i Boada
- Gentil Puig
- Miquel Siguan
- Joshua Fishman
- Charles A. Ferguson
- Basil Bernstein
- Michael Halliday
- William Labov
- John Joseph Gumperz
- Dell Hymes
- Auer